# Den danske Landinspektørforening
Landinspektørforeningen, tidligere Den danske Landinspektørforening (navneændring i 2023) er en faglig interesseorganisation og fagforening for landinspektører uddannet ved Aalborg Universitet, før 1974 var uddannelsen ved Den kgl. Veterinær- og Landbohøjskole. Foreningen har godt 1.500 medlemmer, hvoraf de ca. 1.000 er erhvervsaktive. Foreningen blev stiftet den 30. august 1875.
Landinspektørforeningen har et tæt samarbejde med Praktiserende Landinspektørers Forening (PLF), som er arbejdsgiverforening for landinspektørfirmaerne.
Landinspektørforeningens formål er at
- samle landinspektørerne til varetagelse af standens faglige, økonomiske og sociale interesser,
- påvirke udviklingen indenfor de landinspektørfaglige områder,
- hævde den landinspektørvidenskabelige uddannelse og forsknings betydning for samfundet,
- virke for at medlemmerne vedligeholder og udbygger deres faglige viden,
- fremme sammenholdet i standen.

Dette sikres ved at 
- foreningen er overenskomstpart for offentligt ansatte landinspektører og landinspektørerne ansat ved landinspektørfirmaerne,
- foretage politisk holdningsbearbejdning af myndigheder og samarbejdsparter,
- gennemføre kurser og faglige arrangementer (særligt foreningens 'Fagligt Møde'-arrangement),
- udgive fagblad og være informerende ved nyhedsmail, hjemmeside og andre medier.

Sekretariatet er placeret i samarbejde med Ingeniørforeningen i Danmark på Kalvebod Brygge i København.